# Headhunter (игра)
Headhunter — компьютерная игра в жанре приключенческий экшен, разработанная шведской студией Amuze и изданная Sega. Изначально вышла на Dreamcast в Европе в 2001 году; в 2002 году состоялся релиз версии для PlayStation 2, изданной Sony Computer Entertainment в Европе и Acclaim Entertainment в Северной Америке.

## Игровой процесс
Headhunter представляет собой приключенческий экшен с видом от третьего лица. Игра состоит из миссий, разворачивающихся в отдельных локациях, перемещение между которыми осуществляется в открытом мире на мотоцикле. При столкновении с противниками главный герой может стрелять, используя автоприцеливание, прятаться за углами и стенами, перекатываться и ликвидировать врагов в стелсе, незаметно подкравшись к ним сзади. Кроме того, на уровнях имеются интерактивные объекты, которые можно осматривать, собирать и использовать для решения головоломок. Меню, представленное в виде умных часов, позволяет менять оружие, использовать предметы, а также просматривать базу данных и цели текущего задания.
По мере прохождения игрок повышает уровень лицензии главного героя, что даёт доступ к более мощному оружию и новым записям в базе данных. Для этого нужно убить определённое число врагов и набрать достаточное количество очков навыка, начисляемых за аккуратную езду на мотоцикле, после чего пройти серию тренировок в виртуальной реальности.

## Сюжет
Действие Headhunter происходит в начале XXI века в Лос-Анджелесе, находящемся под контролем авторитарного режима, где СМИ подвергаются жёсткой цензуре, а нарушение законов карается изъятием органов для трансплантации. За соблюдением порядка следит частная военная компания «Сеть по борьбе с преступностью» (англ. Anti-Crime Network), пользующаяся услугами охотников за головами.
Протагонистом игры является охотник за головами Джек Уэйд. После одного из заданий он впадает в кому и приходит в себя в больнице с амнезией. Из новостей Уэйд узнаёт об убийстве руководителя «Сети по борьбе с преступностью» Кристофера Стерна. Дочь убитого Анджела нанимает главного героя, чтобы найти преступника, и тот берётся за миссию, попутно восстанавливая свои воспоминания.

## Оценки
| Сводный рейтинг       | Сводный рейтинг | Сводный рейтинг |
| Издание               | Оценка          | Оценка          |
| Издание               | Dreamcast       | PS2             |
| --------------------- | --------------- | --------------- |
| GameRankings          | 85,00 %         | 74,70 %         |
| Metacritic            | N/A             | 74/100          |
| Иноязычные издания    |                 |                 |
| Издание               | Оценка          | Оценка          |
| Издание               | Dreamcast       | PS2             |
| CVG                   | 8/10            | N/A             |
| Edge                  | 8/10            | N/A             |
| EGM                   | N/A             | 6,67/10         |
| Eurogamer             | 9/10            | N/A             |
| Game Informer         | N/A             | 8,0/10          |
| GameSpot              | N/A             | 7,7/10          |
| GameSpy               | N/A             | 72/100          |
| GameZone              | N/A             | 8,0/10          |
| IGN                   | 9,0/10          | 8,4/10          |
| Jeuxvideo.com         | 16/20           | 16/20           |
| OPM                   | N/A             | [ 19 ]          |
| Русскоязычные издания |                 |                 |
| Издание               | Оценка          | Оценка          |
| Издание               | Dreamcast       | PS2             |
| «Страна игр»          | 8,0/10          | N/A             |

Том Брамуэлл из Eurogamer назвал версию для Dreamcast «лебединой песней» приставки, похвалив геймплей, сюжет и озвучку персонажей. Рецензент IGN Энтони Чау отметил, что Headhunter своим миром и сюжетом вызывает ассоциации с Metal Gear Solid, но проигрывает ей в сложности и свободе действий; при этом он высоко оценил проработку мира, но назвал странным то, что враги могут не видеть главного героя практически в упор, но реагируют на малейший шум. Алекс Хатала из Computer and Video Games также счёл, что игра многое позаимствовала из Metal Gear Solid, что негативно сказалось на её оригинальности. Обозреватель журнала «Страна игр» Сергей Овчинников похвалил наличие множества мелких деталей, позволяющих лучше погрузиться в мир игры, но раскритиковал персонажей, назвав их «полигонными куклами с фальшивыми чувствами».
Обозреватель Electronic Gaming Monthly Че Чау назвал Headhunter гибридом Metal Gear Solid и Resident Evil, пожаловавшись на то, что «перестрелки, лучшая часть игры, постоянно прерываются поиском ключей и периодическими (бессмысленными) поездками на мотоцикле по городу». Рецензент Official U.S. PlayStation Magazine Крис Бейкер поставил версии для PlayStation 2 3 звезды из 5, отметив, что если бы не технические проблемы игры, она могла бы получить максимальную оценку.

## Продолжение
Продолжение игры под названием Headhunter Redemption было выпущено в 2004 году на PlayStation 2 и Xbox. Действие происходит спустя 20 лет после событий оригинала. Главными героями являются Джек Уэйд и его новая напарница Лиза X.